# Best (Scorpions)
Best è una raccolta della band Heavy metal tedesca Scorpions.
Questa raccolta, pubblicata solo in Europa e non per il mercato americano, non va confusa con l'omonima compilation Scorpions Best edita invece dalla EMI nel 1999.

## Tracce
1. No One Like You – 3:54
2. Holiday – 4:30
3. Coming Home – 4:58
4. The Zoo – 5:28
5. Still Loving You – 6:27
6. Rock You Like a Hurricane – 4:10
7. When The Smoke Is Going Down – 3:49
8. Is There Anybody There? – 3:58
9. Make It Real – 3:49
10. Always Somewhere – 4:55
11. Dynamite – 4:10

## Formazione
- Klaus Meine - voce
- Rudolf Schenker - chitarra
- Matthias Jabs - chitarra
- Francis Buchholz - basso
- Herman Rarebell - batteria